# Ruth Chatterton
Ruth Chatterton (Nova York, 24 de desembre de 1892 – Norwalk (Connecticut), 24 de novembre de 1961) va ser una actriu de cinema nord-americana de teatre cinema i televisió. Va ser molt popular durant la dècada de 1930, època en què va ser nominada dues vegades a l'Oscar a millor actriu i va ser una de les primeres dones que eren pilots d'avió. Més tard, en retirar-se del cinema, va iniciar una carrera al teatre i als anys 50 va esdevenir una novel·lista d'èxit.

## Biografia

### Primers anys

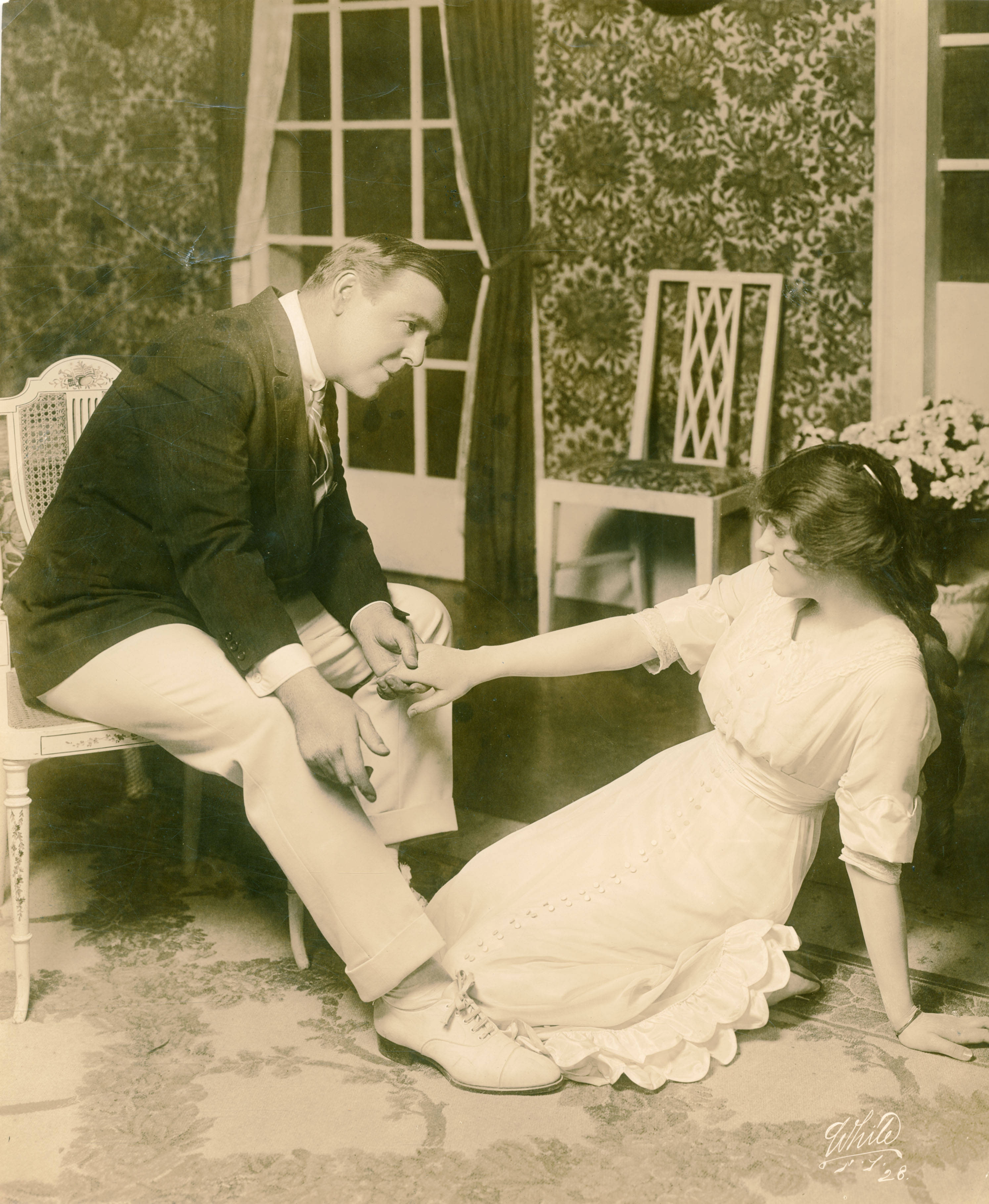
Fotografia d'una escena de l'okra "The Rainbow" (1913) al Metropolitan Theater de Seattle amp Henry Miller i Ruth Chatterton.

Chatterton va néixer a Nova York la nit de Nadal del 1892 filla de Walter, un arquitecte, i Lillian (Reed) Chatterton. La seva família tenia arrels angleses i franceses. Els seus pares es van separar el 1907. Ella va estudiar a la Mrs. Hagen's School a Pelham (Nova York). El 1908, sortint de la representació d'una obra a Washington, D.C. amb uns amics criticava l'actuació de la protagonista i els seus amics la van reptar a demostrar que ho podia fer millor. Chatterton va acceptar el repte i dies més tard va ser contractada per actuar en el cor d'una obra de teatre. Poc després abandonava l'institut per seguir una carrera teatral. Als setze anys va signar un contracte de sis mesos amb la Friend Stock Company de Milwaukee i després va actuar en una companyia de Worcester i finalment a Washington DC.

### Carrera d'actriu
El 1911, l'actriu va fer el seu debut a Broadway en l'obra “The Great Name”. La primera obra amb èxit va ser “The Rainbow” amb l'actor i productor Henry Miller actuant en el paper del seu pare i que la va afillar professionalment. La fama li arribà de la seva mà el 1914 quan va protagonitzar l'adaptació de l'obra de Jean Webster “Daddy Long Legs” i “Come Out of the Kitchen”. El desembre de 1924, es va casar amb l'actor britànic Ralph Forbes, amb qui havia coincidit en la versió musical de “The Magnolia Lady” de A.E. Thomas. La parella va protagonitzar diferents obres sense massa èxit. Es van mudar a Los Angeles on Phorbes aconseguí un contracte amb la Metro. Dos anys més tard, gràcies a l'ajuda d'Emil Jannings, que n'era el protagonista, la Famous Players-Lasky la va contractar per actuar en la seva primera pel·lícula: “Sins of the Fathers” (1928). Aquell mateix any va signar un contracte amb aquesta companyia, ja convertida en la Paramount Pictures. La primera pel·lícula de Chatterton amb la Paramount va ser també la seva primera pel·lícula sonora, “The Doctor's Secret” (1929). La seva experiència amb el teatre la va ajudar a fer la transició al sonor sense problemes.

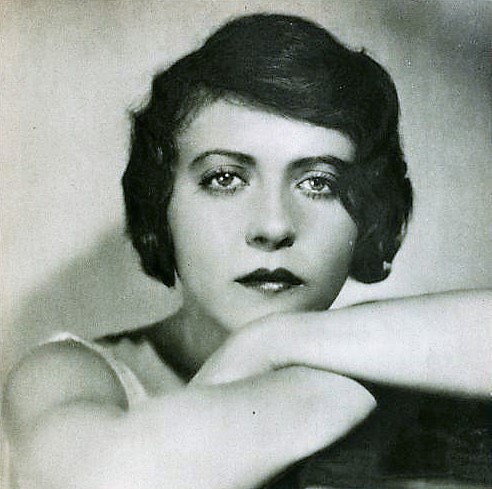
Retrat del 1929

Chatterton era una de les poques dones que pilotava avions en aquella època. Va ser una bona amiga d'Amelia Earhart i va creuar en solitari els Estats Units diverses vegades.
El 1929 Chatterton va ser prestada a la Metro-Goldwyn-Mayer per a protagonitzar la pel·lícula "Madame X". La pel·lícula va ser un gran èxit, ella va rebre una nominació a l'Oscar a la millor actriu i tot plegat la va convertir en una estrella. L'any següent va protagonitzar “Sarah and Son” aconseguint de nou un gran èxit de crítica i públic i una segona nominació. Aquell mateix 1930 va quedar en segona posició, darrera Norma Shearer, en una enquesta de popularitat realitzada per l'associació d'exhibidors de la Costa Oest.
La primavera de 1932 va coincidir en el rodatge de “The Rich Are Always with Us” amb George Brent, un actor poc conegut que era 10 anys més jove que ella, amb qui de seguida va iniciar una relació. El 12 d'agost d'aquell any es divorciava de Forbes i l'endemà es casava amb Brent i a partir d'aquell moment co-protagonitzarien diverses pel·lícules. El 1933, Chatterton va protagonitzar un altre gran èxit, “Female”. El 1934 va abandonar la Paramount per ser contractada per la Warner Bros. i a l'octubre també es va divorciar del seu segon marit. El 1936 protagonitzà la pel·lícula “Dodsworth”, en el que és considerat el seu millor treball.

### Retirada del cinema
A partir d'aquell moment però, les companyies van començar a preferir actrius més joves i ella es va traslladar a Anglaterra per continuar la seva carrera però només hi actuà en dues pel·lícules: “The rat” (1937) i “A Royal Divorce” (1938). Tornà als Estats Units i el 1942 es va casar per tercera vegada amb Barry Thompson. Va continuar actuant a Broadway i la seva darrera aparició allà va ser amb ”Idiots Delight” (1951). Als anys 50 inicià una carrera com a novel·lista. La seva primera novel·la, “Homeward Borne” (1950) va ser un best-seller i posteriorment en publicà quatre més. També va actuar per a la televisió en diferents obres i sèries.

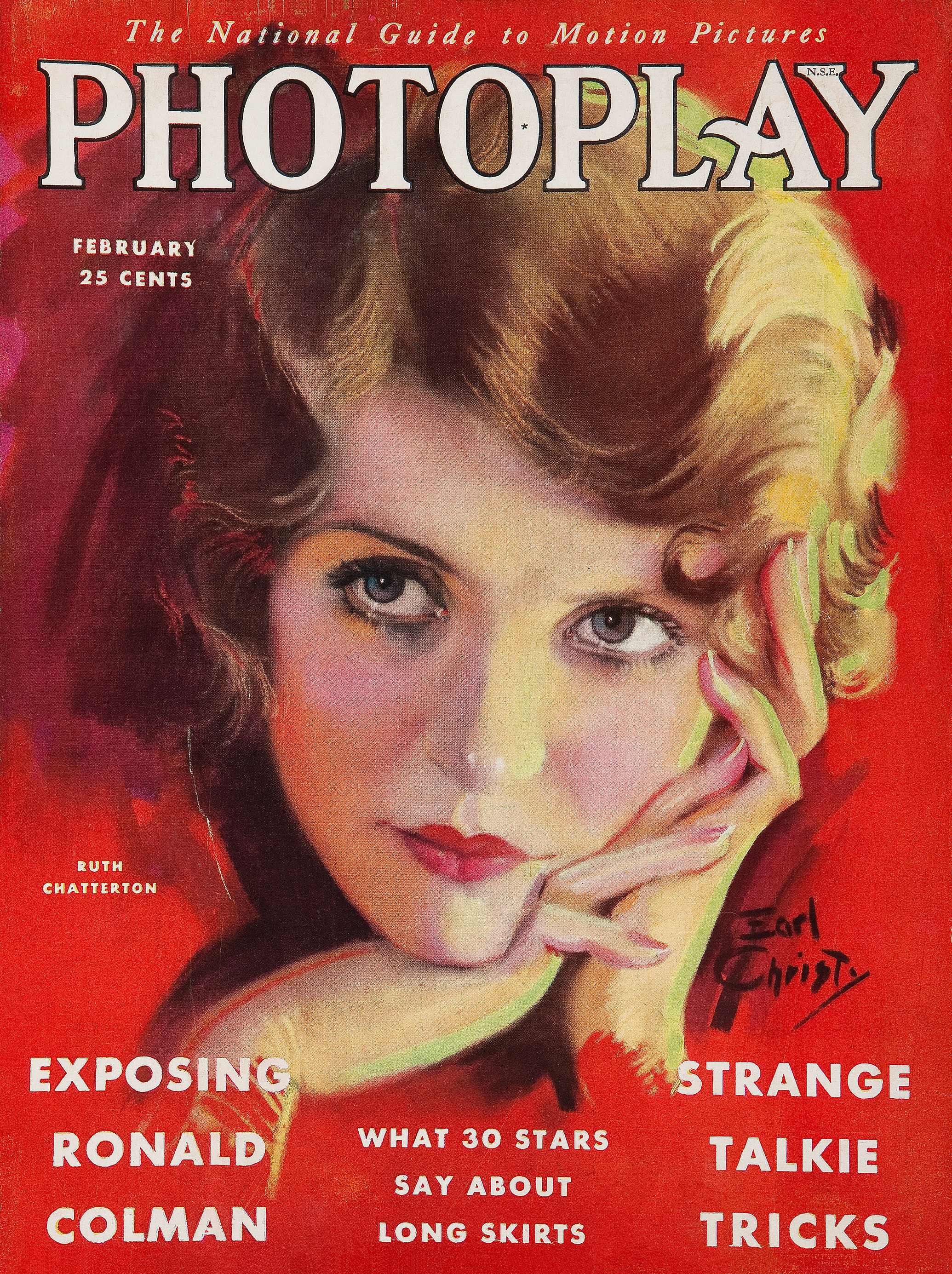
Portada del febrer de 1930 de la revisit Photoplay, amb una imatge de l'actriu

Després de la mort del seu marit el 1960, es va retirar a la casa que tenien en comú a Redding (Connecticut). El 21 de novembre de 1961 va patir un vessament cerebral i va ser ingressada a l'hospital de Norwalk on va morir el 24 de novembre.

## Filmografia
- Sins of the Fathers (1928)
- The Doctor's Secret (1929)
- The Dummy (1929)
- Madame X (1929)
- The Laughing Lady (1929)
- Sarah and Son (1930)
- Paramount on Parade (1930)
- The Lady of Scandal (1930)
- Anybody's Woman (1930)
- The Right to Love (1930)
- Unfaithful (1931)
- The Magnificent Lie (1931)
- Once a Lady (1931)
- Tomorrow and Tomorrow (1931)
- The Rich Are Always with Us (1932)
- The Crash (1932)
- Frisco Jenny (1932)
- Lilly Turner (1933)
- Female (1933)
- Journal of a Crime (1934)
- The Lady of Secrets (1936)
- Girls' Dormitory (1936)
- Dodsworth (1936)
- The Rat
- A Royal Divorce (1938)